# مهارکننده آروماتاز
مهار کننده‌های آروماتاز (به انگلیسی: Aromatase inhibitor) (AIs) دسته‌ای از داروها هستند که در درمان سرطان پستان در زنان یائسه و بزرگی پستان در مردان استفاده می‌شوند. همچنین ممکن است هنگام استفاده از تستوسترون خارجی، به صورت بدون مجوز برای کاهش تبدیل استروژن استفاده شود.

## اعضا

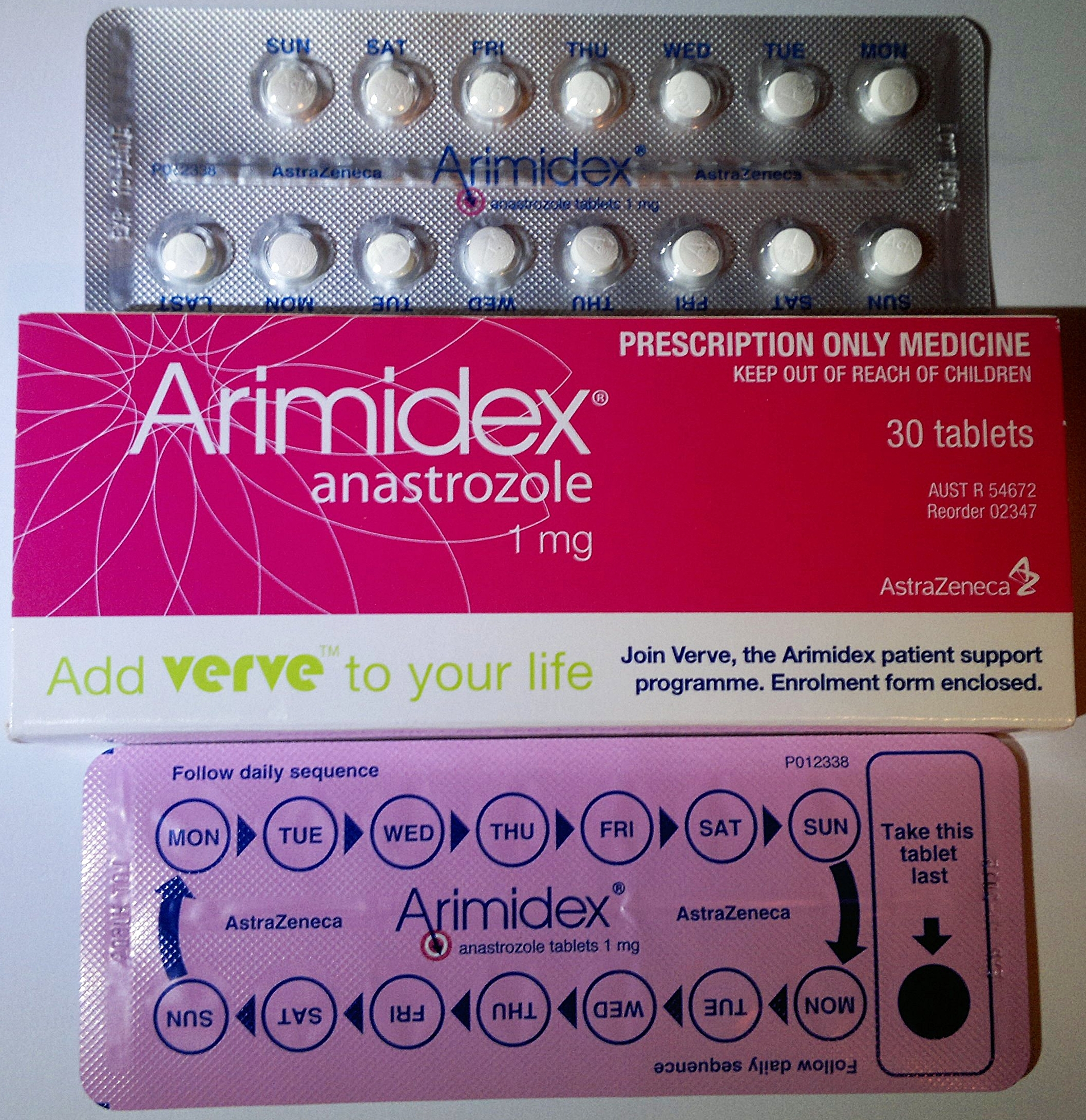
قرص‌های Arimidex (آناستروزول) ۱ میلی‌گرم

مهارکننده‌های آروماتاز (AI) عبارتند از:

### غیر انتخابی
- آمینوگلوتتیمید (Elipten, Cytadren, Orimeten)
- تستولاکتون (Teslac)

### انتخابی
- آناستروزول (Arimidex)
- لتروزول (Femara)
- اگزمستان (Aromasin)
- وورازول (R-76713؛ Rivizor)
- فرمستان (Lentaron)
- فادروزول (Afema)

### ناشناخته
- 1,4,6-Androstatrien-3,17-dione (ATD)
- 4-Androstene-3,6,17-trione ("6-OXO")

علاوه بر مهارکننده‌های آروماتاز سنتزی، برخی از عناصر طبیعی دارای اثرات مهار آروماتاز هستند، مانند برگ‌های دامیانا.